# Álvaro de Bazán

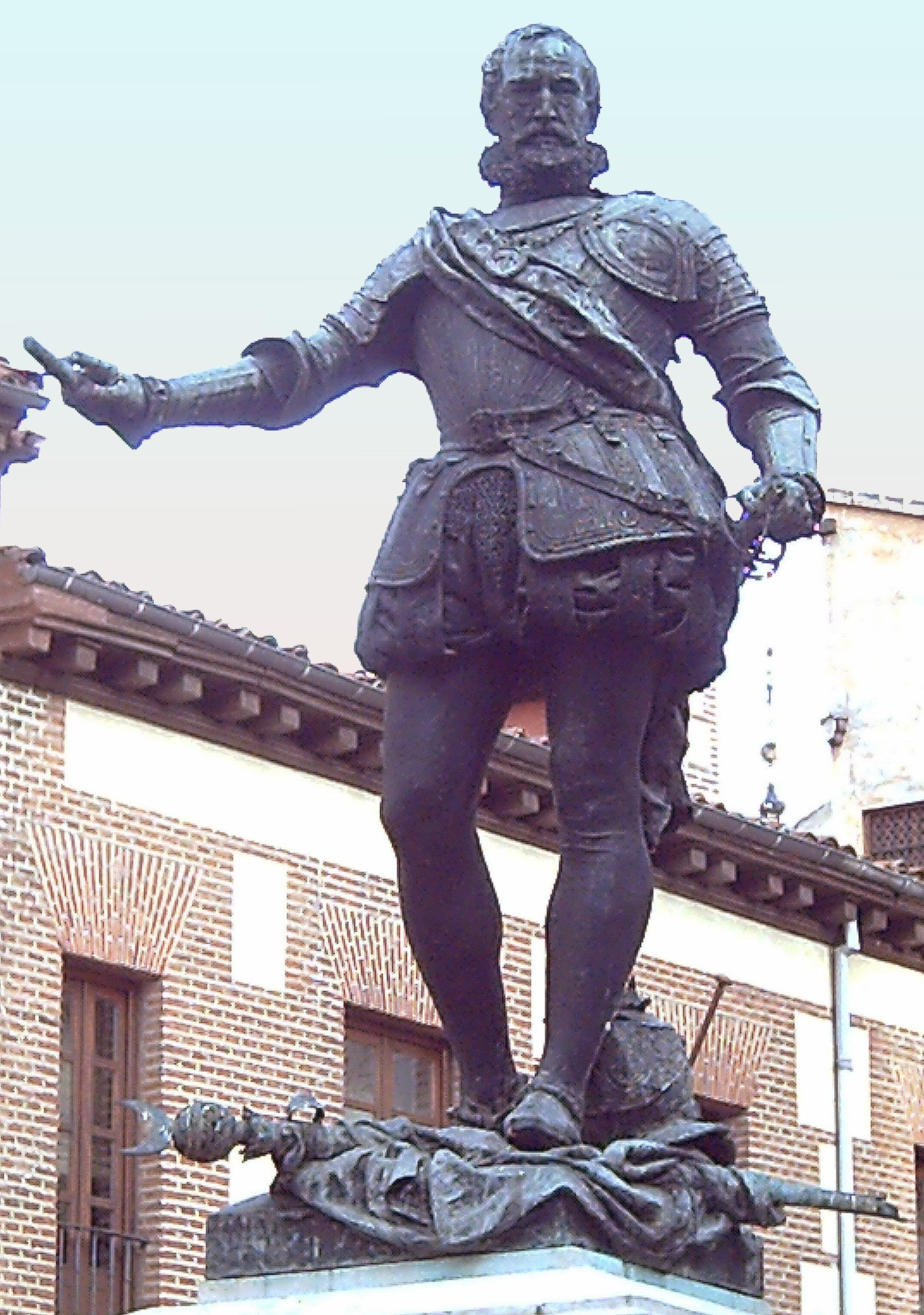
Standbeeld in Madrid (M. Benlliure, 1891).

Don Álvaro de Bazán (Granada, 12 december 1526 - Lissabon, 9 februari 1588) was een Spaans zeeheld. Internationaal gezien is hij vooral bekend als de beoogd commandant van de Armada, die enkele maanden voor de Armada uitvoer overleed.
Álvaro de Bazán werd geboren in Granada als telg uit een militaire familie. Zowel zijn (gelijknamige) vader als (ook gelijknamige) grootvader hadden voor Spanje gevochten in diverse oorlogen. Zelf werd hij in 1554 benoemd tot vlootcommandant. Álvaro de Bazán speelde als commandant van een van de vier vloten van Don Juan van Oostenrijk een belangrijke rol bij de Slag bij Lepanto (1571), waar onder meer het Spaanse leger het Ottomaanse leger versloeg. Als beloning werd voor hem op 19 oktober 1571 de nieuwe titel van Markies van Santa Cruz gecreëerd. In de jaren tachtig van de 16e eeuw was Álvaro de Bazán betrokken bij de Spaanse verovering van Portugal, gevechten om de Azoren en Terceira. Filips II beloonde Álvaro de Bazán met de eretitels Grande de España en capitán General del mar Océano.
Toen Filips II begon met de voorbereidingen van de Armada, een reusachtige oorlogsvloot bedoeld om Engeland te straffen, werd Álvaro de Bazán benoemd tot bevelhebber van deze vloot. Het zou nog jaren duren voordat Álvaro de Bazán vond dat de vloot klaar was voor vertrek. Dit leidde tot veel kritiek van Filips II en anderen aan het Spaanse hof, maar Álvaro de Bazán hield vol dat de Armada niet overhaast moest vertrekken. In februari 1588 werd Álvaro de Bazán ziek en werd hij als opperbevelhebber van de Armada vervangen door de hertog van Medina Sidonia. Enkele dagen later overleed hij.